# Mutsslang
De mutsslang (Macroprotodon cucullatus) is een slang uit de familie toornslangachtigen en de onderfamilie Colubrinae.

## Naam en indeling
De soort wordt ook wel aangeduid met Moorse mutsslang of capuchonslang.
De wetenschappelijke naam van de soort werd voor het eerst voorgesteld door Étienne Geoffroy Saint-Hilaire in 1827. De soort behoorde lange tijd tot het geslacht Coluber, waardoor de verouderde wetenschappelijke naam in de literatuur wordt gebruikt. De slang behoorde ook tot andere geslachten, zoals Lycognathus, Coronella en Psammophylax. De triviale namen 'mutsslang' en 'capuchonslang' verwijzen naar de tekening op de kop.
Een voormalige ondersoort wordt tegenwoordig als aparte soort beschouwd; Macroprotodon mauritanicus.

## Uiterlijke kenmerken
De mutsslang bereikt een maximale lichaamslengte tot 65 cm; de meeste exemplaren blijven kleiner. Het is een van de kleinste Europese slangensoorten. De mutsslang lijkt op de inheemse gladde slang (Coronella austriaca), maar is in tegenstelling tot deze laatste soort giftig. Het gif is niet sterk en doodt alleen prooidieren en de slang zal eerst proberen te vluchten in plaats van meteen te bijten. Verder is de soort te herkennen aan de zwarte vlek in de nek, waaraan de Nederlandse naam te danken is. Het lichaam is grijsbruin met kleine zwarte vlekjes op de rug en een donkere tekening op de snuit.
De buik is vaak oranjerood of bruin en de onderkant van de staart is wit met meestal een dambord-achtig vlekkenpatroon. Deze slang heeft strepen aan de zijkanten van de kop en heeft een verticale pupil. Op Mallorca werd in 2009 een tweekoppige mutsslang gevonden in de natuur, wat hoogst opmerkelijk is. Dit exemplaar was al enkele jaren oud, en dus al een aantal keer verveld.

## Levenswijze
De mutsslang is een nachtdier dat overdag tussen muren en onder stenen schuilt en bij schemering op pad gaat. Het voedsel bestaat voornamelijk uit hagedissen, maar ook kleine knaagdieren en vogels worden bejaagd. De vrouwtjes zetten vijf tot zeven eieren af.

## Habitat
Het habitat omvat gematigde bossen, struwelen en moerassen alsmede antropogene biotopen zoals plantages, weilanden en landelijke tuinen.

## Verspreiding
De mutsslang komt voor in delen van Noord-Afrika en zuidelijk Europa en leeft in in de landen Spanje, Portugal, Italië, Marokko, Algerije, Tunesië, Libië, Egypte en Israël.

## Beschermingsstatus
Door de internationale natuurbeschermingsorganisatie IUCN is de beschermingsstatus 'veilig' toegewezen (Least Concern of LC).